# Parry Sound
Parry Sound es un pueblo canadiense situado en la provincia de Ontario.

## Superficie
Parry Sound tiene una superficie de 13,1 km².

## Demografía
En 2021, tenía 6879 habitantes, una densidad poblacional de 524,9 hab./km², y 3518 viviendas.